# La Dạ
La Dạ là một xã thuộc huyện Hàm Thuận Bắc, tỉnh Bình Thuận, Việt Nam.
Xã La Dạ có diện tích 112,13 km², dân số năm 2001 là 1985 người, mật độ dân số đạt 18 người/km².